# 迈克·德安东尼
邁克爾·安德魯·丹東尼（英語：Michael Andrew D'Antoni，1951年5月9日—），暱稱迈克·丹東尼（Mike D'Antoni），出生于美國西弗吉尼亚州马伦斯， 美国职业篮球教练和前职业篮球员，拥有美国和意大利双重国籍。

## 球员生涯
从马歇尔大学毕业后，德安东尼在1973年NBA选秀中第二轮被堪萨斯城-奥马哈国王队选中。新秀赛季入选了新秀最佳阵容，在国王队打了三个赛季后去了美国篮球协会的圣路易斯灵魂队（1976年）和圣安东尼奥马刺队（1977年）。生涯場均22.3分5.3助攻6.7籃板和1.9抄截。
德安东尼随后来到了意大利球队米兰奥林匹亚队（Olimpia Milano），开始了他辉煌的欧洲篮球生涯，他成为了俱乐部历史上得分最多的射手。1990年他投票当选为联赛最佳控球后卫，他帮助球队5次夺得意大利联赛冠军头衔，两次意大利杯冠军和一次欧洲克拉克杯（Korac Cup）和洲际杯。
在欧洲赛场，德安东尼因为出色的抄截能力得到了一个绅士大盗（Arsène Lupin）的美誉。生涯單場最高17抄截。

## 教练生涯
德安东尼在米兰队中开始了自己的主教练生涯，1990-1994年在球队执教了四个赛季，带领球队夺得了1993年欧洲克拉克杯冠军。之后他转投意大利联赛另一支重要球队贝纳通特雷维索（Pallacanestro Treviso）直到1997年，带领球队夺得了1995年欧洲杯赛和意大利杯赛冠军和1996-07赛季国内联赛的冠军头衔。德安东尼执教这两支意大利球队的每个赛季都将球队带入季后赛，他两次当选为意大利联赛最佳教练。
1997-98赛季德安东尼进入掘金队工作，1998-99赛季他执教第一支NBA球队丹佛金塊。1999-2000赛季是圣安东尼奥马刺队的球探；2002-03赛季，他也担任过鳳凰城太陽队的助理教练。
德安东尼曾是NBA联盟鳳凰城太陽隊主教练，他从2003年起就工作于这支球队，曾在2004-05赛季取得过NBA最佳教练的荣誉，带领球队取得了常规赛62胜20负的佳绩并且打入西部联盟决赛。
2006年世界男子篮球锦标赛中他担任「老K教练」迈克·沙舍夫斯基执教的美国国家男子篮球队教练组成员，美国队最终取得了赛事的铜牌。国家队相信他通晓三分战术和零防守以及国际赛场的特点可以给球队提供宝贵的经验。
2008年德安东尼轉任紐約尼克隊總教練，前二年都未進入季後賽，且勝率不足四成。2010-11赛季終於以東區第6位進入季後賽,但在第一輪敗給波士頓塞爾提克隊。隔年3月因戰績不佳，主動辭去尼克隊總教練一職，留下當季18勝24負,勝率0.429的成績。
2013年，在洛杉矶湖人队开赛5场遭遇1胜4负的不利局面时，德安东尼接替布朗（Mike Brown）執掌湖人隊帅印。 
2013年NBA季後賽，洛杉磯湖人對安東尼奧馬刺系列戰第3場，湖人以89：120落敗，差距31分，成為湖人隊史季後賽主場最大落敗失分紀錄。超越2000年季後賽，對波特蘭拓荒者隊，輸29分的記錄，而湖人亦在季後賽第一輪遭到馬刺直落四橫掃出局。因戰績不佳，2014年4月31日德安东尼宣布辭去洛杉磯湖人總教練。
2015年12月18日，德安東尼與費城76人隊簽下了工作，作為下布莱特·布朗的助理總教練。
2016年6月1日，德安東尼與侯斯頓火箭隊簽下達成4年的合約協議，並附帶球隊的選項。NBA西區準決賽戰成2：2平手後火箭傳出壞消息；季後賽不時有亮眼表現的替補中鋒努內（Nene Hilario）由於左內收肌撕裂、賽季宣告提前報銷。火箭總教練德安东尼考慮啟動「五小」陣容，這一場敗仗也是丹東尼季後賽執教生涯對戰馬刺教頭波波維奇（Gregg Popovich）的第20敗，追平了「禪師」傑克森與前爵士教頭史隆（Jerry Sloan）保持的紀錄。
2019年1月14日，休斯顿火箭队主场以112：94的比分战胜孟菲斯灰熊队。在拿下本场比赛的胜利之后，火箭主教练迈克-德安东尼职业生涯常规赛执教总胜场数达到600。执教生涯至今，德安东尼共执教了1088场常规赛，战绩为600胜488负。
2020年8月15日，休斯顿火箭队以96：134的比分敗給費城76人队。执教生涯至今，德安东尼共执教了1199场常规赛，战绩为652胜527负，執教火箭共执教了318场常规赛，战绩为207胜101负。
2020年9月13日，根據《ESPN》記者阿德里安·沃纳罗斯基報導，火箭總教練狄安東尼在今天告知了球隊，他下個賽季將不會重返休士頓火箭職掌兵符，結束他4年以來的執教。
2020年10月29日，根據《ESPN》記者阿德里安·沃纳罗斯基報導，前火箭總教練狄安東尼確定與費城76人助理教練伊姆·烏度卡加入史蒂夫·纳什助理教練，2021年7月28日，根據《ESPN》記者阿德里安·沃纳罗斯基報導，籃網助理教練狄安東尼確定離職。

## 戰術風格
德安东尼拥有美国和意大利双重国籍，他也是一个执教NBA球队的意大利人，他可以流利的使用英语和意大利语。
德安东尼擅用擋切戰術和跑轟戰術，愛用速度快而積極的球員，如已退休的傳奇後衛史蒂夫·奈許和現役洛杉磯快艇的詹姆士·哈登。
他時常以大膽及創新的戰術來指導他的球員。比如說火箭隊19-20賽季的死亡五小。這種創新的想法，初始不被人推崇，因為大家對充滿不確定性的新戰術感到畏懼。但此戰術在19-20賽季交易走克林特·卡培拉之後，進行了首次陣容先發沒有一名球員超過7呎的球隊。

## 主教练战绩
| 队伍       | 赛季    | 常规赛 | 常规赛 | 常规赛 | 常规赛 | 常规赛 | 季后赛 | 季后赛 | 季后赛 | 季后赛 | 季后赛       |
| 队伍       | 赛季    | 比赛   | 胜     | 负     | 胜率   | 排名   | 比赛   | 胜     | 负     | 胜率   | 结果         |
| ---------- | ------- | ------ | ------ | ------ | ------ | ------ | ------ | ------ | ------ | ------ | ------------ |
| 丹佛金塊   | 1998-99 | 50     | 14     | 36     | .280   | 6      | -      | -      | -      | .---   | 未进入       |
| 鳳凰城太陽 | 2003-04 | 61     | 21     | 40     | .344   | 6      | -      | -      | -      | .---   | 未进入       |
| 鳳凰城太陽 | 2004-05 | 82     | 62     | 20     | .756   | 1      | 15     | 9      | 6      | .600   | 西区决赛失利 |
| 鳳凰城太陽 | 2005-06 | 82     | 54     | 28     | .659   | 1      | 20     | 10     | 10     | .500   | 西区决赛失利 |
| 鳳凰城太陽 | 2006-07 | 82     | 61     | 21     | .744   | 1      | 11     | 6      | 5      | .545   | 第二轮失利   |
| 鳳凰城太陽 | 2007-08 | 82     | 55     | 27     | .671   | 2      | 5      | 1      | 4      | .200   | 第一轮失利   |
| 紐約尼克   | 2008-09 | 82     | 32     | 50     | .390   | 5      | -      | -      | -      | .      | 未进入       |
| 紐約尼克   | 2009-10 | 82     | 29     | 53     | .354   | 3      | -      | -      | -      | .      | 未进入       |
| 紐約尼克   | 2010-11 | 82     | 42     | 40     | .512   | 2      | 4      | 0      | 4      | .000   | 第一轮失利   |
| 紐約尼克   | 2011-12 | 42     | 18     | 24     | .429   |        | -      | -      | -      | .      | 辞职         |
| 洛杉磯湖人 | 2012-13 | 52     | 40     | 32     | .556   | 3      | 4      | 0      | 4      | .000   | 第一轮失利   |
| 洛杉磯湖人 | 2013-14 | 82     | 27     | 55     | .329   | 5      | -      | -      | -      | .      | 未进入       |
| 休士頓火箭 | 2016-17 | 82     | 55     | 27     | .671   | 2      | 11     | 6      | 5      | .545   | 第二轮失利   |
| 休士頓火箭 | 2017-18 | 82     | 65     | 17     | .793   | 1      | 17     | 11     | 6      | .647   | 西区决赛失利 |
| 休士頓火箭 | 2018-19 | 82     | 53     | 29     | .646   | 1      | 11     | 6      | 5      | .545   | 第二轮失利   |
| 休士頓火箭 | 2019-20 | 72     | 44     | 28     | .611   | 1      | 12     | 5      | 7      | .417   | 第二轮失利   |
| 总计       | 总计    | 1199   | 672    | 527    | .560   |        | 110    | 54     | 56     | .491   |              |